# 11400 Raša
Raša 11400 là một tiểu hành tinh vành đai chính với chu kỳ quỹ đạo là 1157.0064130 ngày (3.17 năm).
Nó được phát hiện ngày 15 tháng 1 năm 1999.